# Хризантемовий трон

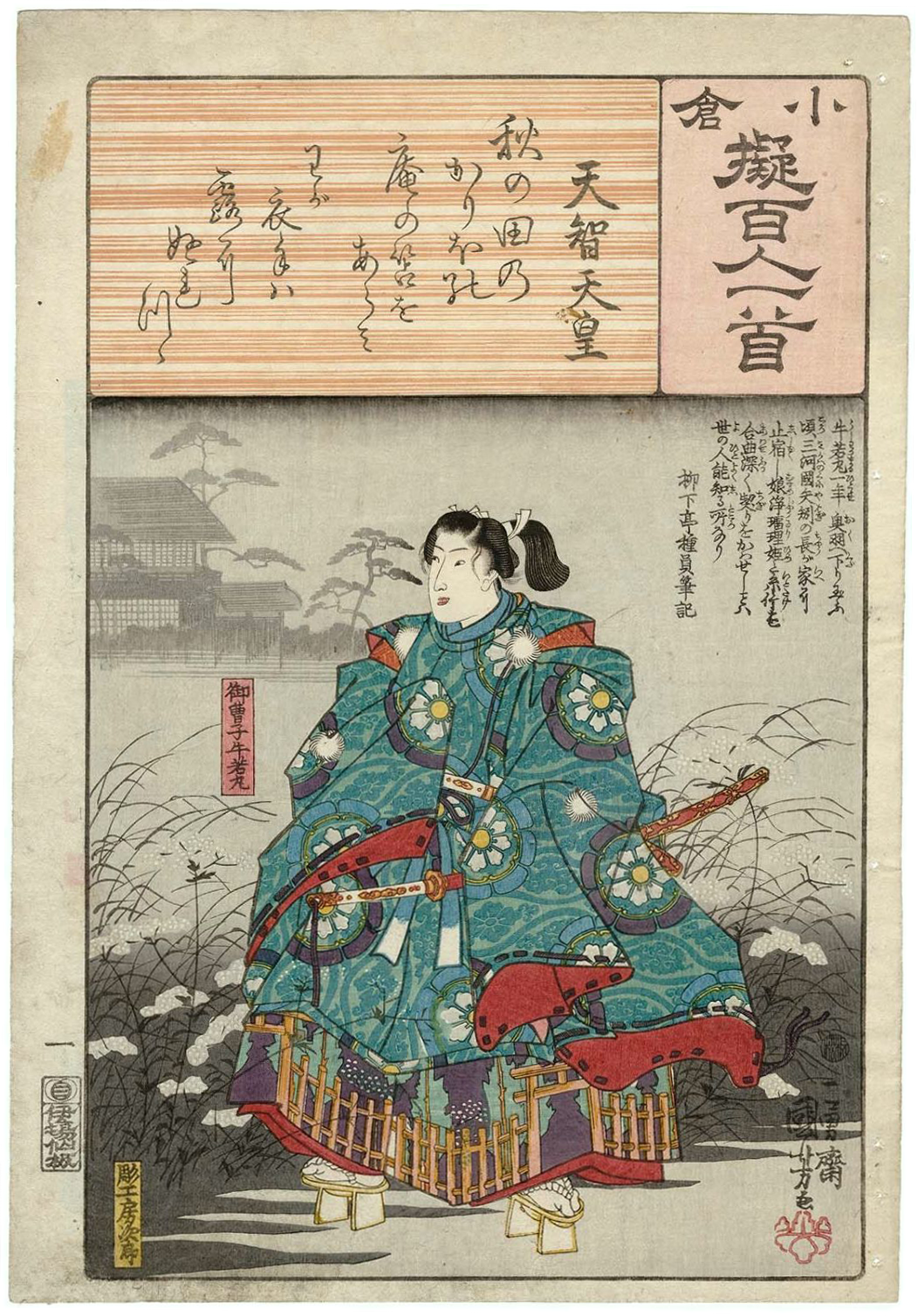
Імператор Тендзі на троні.

Хризантемовий трон — західна назва трону імператора Японії, вживається з XIX століття. 

## Походження назви
Назва походить від імператорської печатки Японії, офіційно ухваленої 1889 року, на якій зображена 16-пелюсткова жовта хризантема. Японською називається просто яп. 皇位 — «імператорський трон».

## Трактування
Термін «Хризантемовий трон» може позначати певний фізичний трон (наприклад, з якого імператор виголошує промову перед парламентом), але частіше вживається в переносному значенні та означає імператорський престол або інститут японської монархії, а іноді — особу самого імператора.